# Isle of Man TT 1923
De Isle of Man TT 1923 was de twaalfde uitvoering van de Isle of Man TT. Ze werd verreden op de Snaefell Mountain Course, een stratencircuit op het eiland Man.

## Algemeen
| 1923 | - Eerste Sidecar TT - Nieuw ronderecord in de Junior TT (Jimmie Simpson, AJS (59,59 mph) - Nieuw ronderecord in de Lightweight TT (Wal Handley, OK Supreme) |

Nadat in 1922 de 250cc-Lightweight TT aan het programma was toegevoegd, volgde in dit jaar de Sidecar TT. Dat was tegen de zin van de fabrikanten, want hoewel zijspannen voor het normale verkeer populair waren, vonden ze races niet het juist instrument om ze te promoten. Het had voor hen ook geen zin, want de meeste motorfietsfabrikanten verkochten wel zijspantrekkers, maar geen zijspannen. Walter Brandish viel in de trainingen in de bocht voor Hillberry Corner, waarbij hij een been brak. Deze bocht kreeg daarna zijn naam: Brandish Corner. Tijdens de Senior TT op vrijdag 15 juni verongelukte J.H. Veasey bij Greeba Bridge.

## Senior TT
De Senior TT werd onder zeer slechte weersomstandigheden verreden. Tom Sheard kende als Manxman de wegen op zijn duimpje en dat hielp hem om zijn tweede overwinning te scoren. Wat ook hielp was de door Les Bailey ontwikkelde Douglas RA 23. Opmerkelijk was de keuze van Freddie Dixon, die zeer nauw verbonden was met Douglas, maar met een Indian aan de Senior deelnam.

### Uitslag Senior TT
| Pos | Coureur            | Merk             | Tijd      | Snelheid  |
| --- | ------------------ | ---------------- | --------- | --------- |
| 1   | Tom Sheard         | Douglas          | 4:04"33'0 | 55,55 mph |
| 2   | G. Black           | Norton           | 4:06"26'0 | 55,14 mph |
| 3   | Freddie Dixon      | Indian           | 4:07"02'0 | 55,01 mph |
| 4   | Graham Walker      | Norton           | 4:07"03'0 | 55,00 mph |
| 5   | Tom Simister       | Norton           | 4:10"23'0 | 54,26 mph |
| 6   | J. Emerson         | Douglas          | 4:12"25'0 | 53,83 mph |
| 7   | Jimmy Shaw         | Norton           |           |           |
| 8   | T. Allchin         | Douglas          |           |           |
| 9   | Tommy de la Hay    | Sunbeam          |           |           |
| 10  | Alec Bennett       | Douglas          |           |           |
| 11  | Jack Watson-Bourne | Scott            |           |           |
| 12  | A. Booth           | New Scale        |           |           |
| 13  | Alfred Alexander   | Douglas          |           |           |
| 14  | H. Hassall         | Norton           |           |           |
| 15  | Vic Anstice        | Douglas          |           |           |
| 16  | V. Olsson          | Sunbeam          |           |           |
| 17  | Syd Crabtree       | AJS              |           |           |
| 18  | H. Riddell         | Scott            |           |           |
| 19  | B. Calder          | New Imperial-JAP |           |           |
| 19  | Rex Judd           | Douglas          |           |           |
| 23  | Cyril Pullin       | Douglas          |           |           |

### Niet gefinisht
| Coureur          | Merk    | Oorzaak |
| ---------------- | ------- | ------- |
| J. Veasey        | Douglas | Val (†) |
| Frank Longman    | Indian  |         |
| Freddie Edmond   | Triumph |         |
| Geoff Davison    | Sunbeam |         |
| George Dance     | Sunbeam |         |
| Howard R. Davies | AJS     |         |
| Stanley Woods    | Scott   |         |
| Douglas Brown    | Sunbeam |         |
| Jock Porter      | Sunbeam |         |
| Jim Whalley      | Douglas |         |

## Junior TT
Jimmie Simpson was overgestapt van Scott naar AJS. Hij reed de snelste ronde, maar viel uit. Daardoor kon Stanley Woods zijn eerste van tien overwinningen scoren
| Pos | Coureur            | Merk                | Tijd      | Snelheid  |
| --- | ------------------ | ------------------- | --------- | --------- |
| 1   | Stanley Woods      | Cotton              | 4:03"47'0 | 55,74 mph |
| 2   | H.F. Harris        | AJS                 | 4:06"47'0 |           |
| 3   | Alfred Alexander   | Douglas             | 4:09"35'0 |           |
| 4   | Jack Watson-Bourne | Matador-Bradshaw    | 4:13"41'0 |           |
| 5   | Vic Anstice        | Douglas             | 4:15"57'0 |           |
| 6   | Frank Longman      | AJS                 | 4:17"33'0 |           |
| 7   | F. Morgan          | Cotton              |           |           |
| 8   | George Tottey      | New Imperial-JAP    |           |           |
| 9   | Cyril Pullin       | Douglas             |           |           |
| 10  | G. Strange         | OK Supreme          |           |           |
| 11  | S. Ford            | Douglas             |           |           |
| 12  | W. Barr            | Matador-Bradshaw    |           |           |
| 13  | E. Searle          | Douglas             |           |           |
| 14  | Harry Bashall      | Beardmore-Precision |           |           |
| 15  | B. Kershaw         | New Imperial-JAP    |           |           |
| 16  | A. Fraser          | OEC-Blackburne      |           |           |
| 17  | J. Thomas          | OEC-Blackburne      |           |           |
| 18  | G. Shepherd        | Beardmore-Precision |           |           |
| 19  | W. Lord            | DOT-JAP             |           |           |
| 20  | R. Weatherell      | Weatherell          |           |           |

| Coureur          | Merk                   | Oorzaak |
| ---------------- | ---------------------- | ------- |
| Alec Bennett     | Douglas                |         |
| Bert le Vack     | New Imperial-JAP       |         |
| George Dance     | Sunbeam                |         |
| Howard R. Davies | AJS                    |         |
| Hugh Mason       | Matchless-Blackburne   |         |
| Jimmie Simpson   | AJS                    |         |
| Tommy de la Hay  | Sunbeam                |         |
| Wal Handley      | OK Supreme             |         |
| Douglas Brown    | Sunbeam                |         |
| Tom Sheard       | AJS                    |         |
| Jimmie Guthrie   | Matchless-Blackburne   |         |
| Jock Porter      | New Gerrard-Blackburne |         |

## Lightweight TT
Wal Handley had met zijn OK Supreme een goede start en reed ook de snelste ronde, maar net als in 1922 liet de machine hem in de steek. Jock Porter won met zijn eigen merk, New Gerrard voor Bert le Vack met de New Imperial.
| Pos | Coureur        | Merk                   | Tijd      | Snelheid  |
| --- | -------------- | ---------------------- | --------- | --------- |
| 1   | Jock Porter    | New Gerrard-Blackburne | 4:21"37'0 | 51,93 mph |
| 2   | Bert le Vack   | New Imperial-JAP       | 4:26"19'0 | 51,14 mph |
| 3   | D. Hall        | Rex-ACME               | 4:34"20'0 | 49,53 mph |
| 4   | R. Gray        | Rex-ACME               | 4:35"29'0 | 49,31 mph |
| 5   | N. Black       | Cedos                  | 4:35"36'0 | 49,25 mph |
| 6   | L. Horton      | New Imperial-JAP       | 4:36"29'0 | 49,15 mph |
| 7   | P. Pike        | Levis                  |           |           |
| 8   | Wal Handley    | OK Supreme             |           |           |
| 9   | P. Walker      | Excelsior              |           |           |
| 10  | F. Simpson jr. | Excelsior              |           |           |
| 10  | Geoff Davison  | Levis                  |           |           |
| 12  | R. Crauford    | PV                     |           |           |
| 13  | C. Cleare      | OK Supreme             |           |           |
| 14  | D. Smithie     | Diamond-JAP            |           |           |
| 15  | S. Baines      | Levis                  |           |           |
| 16  | C. Edwards     | New Imperial-JAP       |           |           |
| 17  | C. Stead       | Cotton-Blackburne      |           |           |
| 18  | M. Isaac       | New Imperial-JAP       |           |           |
| 19  | Peter Bell     | DOT-JAP                |           |           |
| 20  | F. Short       | Weatherell             |           |           |

| Coureur        | Merk              | Oorzaak |
| -------------- | ----------------- | ------- |
| Paddy Johnston | Cotton-Blackburne |         |
| Stanley Woods  | Cotton-Blackburne |         |

## Sidecar TT
Hoewel de meeste fabrikanten niet happig waren op de Sidecar TT, waren er een paar die er veel werk in staken. Freddie Dixon, die in 1912 al voor het eerst had deelgenomen aan de TT, bedacht een kantelend zijspan, waardoor hij zijn motorfiets als een normaal balansvoertuig kon blijven besturen. Les Bailey, hoofdconstructeur bij Douglas, werkte het idee verder uit. Bakkenist Walter Denny zat gewoon als passagier in het zijspan. Hij hoefde nog niet te "turnen", zoals dat vele jaren later gebruikelijk werd. Ook William Montgomery maakte er werk van. Hij zocht samenwerking met George Brough, die inmiddels zijn eigen merk Brough Superior had opgestart. De Montgomery met 600cc-JAP-motor kreeg een vernikkelde zadeltank zoals ook Brough Superiors hadden, en het aluminium zijspan woog slechts 8 kg. Brough deed het ontwikkelings- en testwerk, maar Montgomery viel al in de tweede ronde uit. De Douglas van Dixon en Denny was wel succesvol: zij wonnen de race voor Graham Walker en George Tucker.
| Pos | Coureur       | Bakkenist    | Merk           | Tijd      | Snelheid  |
| --- | ------------- | ------------ | -------------- | --------- | --------- |
| 1   | Freddie Dixon | Walter Denny | Douglas        | 2:07"48'0 | 53,15 mph |
| 2   | Graham Walker | Onbekend     | Norton         | 2:09"26'0 |           |
| 3   | George Tucker | Walter Moore | Norton         | 2:10"27'0 |           |
| 4   | D. Davidson   | Onbekend     | Douglas        |           |           |
| 5   | Harry Reed    | Onbekend     | DOT-JAP        |           |           |
| 6   | F. Hatton     | Onbekend     | Douglas        |           |           |
| 7   | Harry Langman | Onbekend     | Scott          |           |           |
| 8   | A. Taylor     | Onbekend     | OEC-Blackburne |           |           |
| 9   | R. Weatherell | Onbekend     | Weatherell     |           |           |
| 10  | Frank Longman | Onbekend     | Scott          |           |           |

| Coureur            | Bakkenist | Merk           | Oorzaak |
| ------------------ | --------- | -------------- | ------- |
| G. Cowley sr.      | Onbekend  | Sunbeam        |         |
| M. Scally          | Onbekend  | Montgomery-JAP |         |
| S. Longman         | Onbekend  | Scott          |         |
| William Montgomery | Onbekend  | Montgomery-JAP |         |
| W. Brown           | Onbekend  | Sunbeam        |         |

## Trivia

### Postzegel
In 1991 bracht de Isle of Man Post Office een postzegel uit met een tekening van Freddie Dixon en Walter Denny bij Ballacraine.
1907 · 1908 · 1909 · 1910 · 1911 · 1912 · 1913 · 1914 · Eerste Wereldoorlog · 1920 · 1921 · 1922 · 1923 · 1924 · 1925 · 1926 · 1927 · 1928 · 1929 · 1930 · 1931 · 1932 · 1933 · 1934 · 1935 · 1936 · 1937 · 1938 · 1939 · Tweede Wereldoorlog · 1947 · 1948 · 1949 · 1950 ·1951 · 1952 · 1953 · 1954 · 1955 · 1956 · 1957 · 1958 · 1959 · 1960 · 1961 · 1962 · 1963 · 1964 · 1965 · 1966 · 1967 · 1968 · 1969 · 1970 · 1971 · 1972 · 1973 · 1974 · 1975 · 1976 · 1977 · 1978 · 1979 · 1980 · 1981 · 1982 · 1983 · 1984 · 1985 · 1986 · 1987 · 1988 · 1989 · 1990 · 1991 · 1992 · 1993 · 1994 · 1995 · 1996 · 1997 · 1998 · 1999 · 2000 · 2002 · 2003 · 2004 · 2005 · 2006 · 2007 · 2008 · 2009 · 2010 · 2011 · 2012 · 2013 · 2014